# 966 a.C.
Il 966 a.C. (CMLXVI a.C. in numeri romani) è un anno  del X secolo a.C.

## Eventi
- Tiglatpileser II è re di Assiria.